# George Sale
George Sale (* 1697 in Canterbury, Kent; † 13. November 1736 in London) war ein englischer Orientalist und praktizierender Rechtsanwalt. Bekannt wurde er durch seine 1734 erschienene englische Koranübersetzung.

## Leben und Werk
George Sale wurde in Canterbury geboren und besuchte die dortige King’s School. Um 1720 war er Rechtsstudent am Inner Temple. Er wurde Solicitor, d. h. Rechtsanwalt im Königreich Großbritannien, und war eines der ersten Mitglieder der Missionsgesellschaft Society for Promoting Christian Knowledge (SPCK).
1734 veröffentlichte er seine Übersetzung des Korans. Das Werk ist Lord Carteret gewidmet und enthält zahlreiche Anmerkungen und ein ausführliches Vorwort unter dem Titel „Preliminary Discourse“. Es wurde von Voltaire hoch geschätzt. Zwar zollte Sale Mohammed einen gewissen Respekt, erkannte ihm aber nicht den gleichen Rang wie Moses oder Jesus Christus zu. Seine Koranübersetzung wurde vielfach nachgedruckt und ihrerseits ins Deutsche (Theodor Arnold, 1764) und Russische (Alexei Kolmakow, 1792) übertragen. Das Vorwort erhielt eigene Übersetzungen ins Niederländische (Amsterdam 1742), Französische (Genf 1751) und Schwedische (Stockholm 1814). Bis zum Ende des 19. Jahrhunderts galt Sales Koranübersetzung in Großbritannien als maßgebend und wurde über 60 Mal herausgegeben.
Mit George Psalmanazar, Archibald Bower und anderen war Sale Mitarbeiter an der 65-bändigen Universalgeschichte „The Universal History“, wobei er die Einleitung mit der Kosmogonie bzw. Schöpfungsgeschichte beisteuerte. Zudem war er Autor des zehnbändigen The General Dictionary und Korrektor einer arabischen Übersetzung des Neuen Testaments, die 1726 von der SPCK herausgegeben wurde. Seine Sammlung wertvoller arabischer, persischer und türkischer Originalmanuskripte befindet sich heute in der Bodleian Library in Oxford.
Acht Tage nach einer Erkrankung mit heftigen Fieberanfällen starb Sale am 13. November 1736 in seinem Haus auf der Strand in London. Er wurde in St Clement Danes begraben und hinterließ seine Frau und fünf Kinder.

## Nachwirkung
1815 verkaufte der US-amerikanische Präsident Thomas Jefferson etwa 6500 Bücher aus seinem Besitz, darunter eine Londoner Ausgabe von Sales Koranübersetzung von 1764, der Library of Congress. Keith Ellison, der erste muslimische Abgeordnete im US-Kongress, kündigte 2006 an, seinen Amtseid auf dieser Koranausgabe abzulegen, was er im Januar 2007 auch ausführte. Dies führte in den USA zu heftiger Kritik, unter anderem durch den konservativen Journalisten Dennis Prager.